# Скрипнік Ігор Ігорович
Скрипнік Ігор Ігорович (нар. 28 червня 1964, м. Львів[джерело?]) — український математик, директор Інституту прикладної математики і механіки НАН України.

## Біографія
У 1986 р. закінчив Донецький державний університет за спеціальністю «математика».[джерело?] З 1986 по 1988 рр. проходив службу в армії.[джерело?] 
Наукова та професійна діяльність Ігоря Ігоровича тісно пов’язана з Інститутом прикладної математики і механіки НАН України, де він з 1988 по 1991 рр. навчався в аспірантурі[джерело?], а, після успішного її закінчення, почав працювати, пройшовши науковий та професійний шлях від інженера до директора інституту[джерело?]. Так, в ІПММ НАН України Скрипнік І.І. працював з 1991 по 2014 р. спочатку на посаді інженера І категорії[джерело?], а з 1992 р. – на наукових посадах від молодшого до провідного наукового співробітника відділу рівнянь математичної фізики.[джерело?]
У 2014-2016 рр. Скрипнік І.І. прийнятий в Інститут математики НАН України провідним науковим співробітником, а в 2015 році – завідувачем Відділення прикладних проблем сучасного аналізу. 
У 2016 року - завідувач відділу нелінійного аналізу Інституту прикладної математики і механіки НАН України. 
З червня 2016 року директор Інституту прикладної математики і механіки НАН України. 
У 1992 році Скрипнік І.І. захистив кандидатську дисертацію на тему «Lp та нетангенціальні граничні межі для розв'язків еліптичних і параболічних рівнянь» за спеціальністю диференціальні рівняння.
В 1993 році Ігорю Ігоровичу присвоєно вчене звання доцента.
У 2005 році захистив  докторську дисертацію «Локальна поведінка розв’язків квазілінійних та параболічних рівнянь». 
У 2018 році обрано членом-кореспондентом Національної академії наук України за спеціальністю «Диференційні рівняння».

## Наукова діяльність
Його наукова діяльність пов’язана з розвитком теорії нелінійних еліптичних і параболічних рівнянь в частинних похідних. Основні наукові досягнення Скрипніка І.І. знаходяться в області розробки ефективних методів дослідження екстремальних проблем, внутрішніх та граничних властивостей розв’язків квазілінійних еліптичних та параболічних рівнянь. Серед отриманих Ігорем Ігоровичем результатів можна відмітити доведення критерію Вінера регулярності граничної точки для квазілінійних параболічних рівнянь[джерело?], також ним отримано оцінки Келлера-Осермана для квазілінійних еліптичних і параболічних рівнянь з сингулярним абсорбційним членом і доведено нерівність Харнака для розв'язків таких рівнянь, отримано ряд результатів з якісної поведінки розв'язків еліптичних і параболічних рівнянь з нестандартними умовами росту . Отримані Скрипніком І.І. фундаментальні результати мають не тільки важливе наукове значення, але й знаходять своє застосування у задачах гідродинаміки та теорії пружності[джерело?].
Скрипнік І.І. неодноразово представляв вітчизняні математичні дослідження за кордоном на міжнародних конференціях і симпозіумах в Італії, Великій Британії, Чехії та інших країнах світу[джерело?] та плідно працює з такими провідними вченими як U. Gianazza, V. Vespri (Італія), E. Di Benedetto (США), Zeev S. (Велика Британія) та ін.[джерело?]
Науково-організаційна діяльність
Багато уваги приділяє викладацькій діяльності[джерело?], проводить додаткові навчальні семінари для студентів[джерело?], керує підготовкою аспірантів[джерело?].
Член Бюро Відділення математики НАН України.
Публікації
Результати цих досліджень відображені в більш ніж 70 наукових працях, а також частково увійшли до монографії «Singular Solutions of Nonlinear Elliptic and Parabolic Equations», написаної у співавторстві з Ковалевським О.А. та Шишковим А.Є. та перевиданої закордонним видавництвом DeGruter у 2016 році[джерело?]. 